# Bananasplit
|  | For det litterære tidsskrift, se Banana Split |
En bananasplit (tidligere stavet banansplit) er en amerikansk dessert bestående af banan og is. En traditionel bananasplit består af en flækket banan, omkransende af et par kugler af vanilje-, jordbær- og chokoladeis (også kaldet tricolore is) mellem sig, og pyntet med flødeskum, hakkede nødder og chokoladesovs. 
- Wikimedia Commons har flere filer relateret til Bananasplit

| Mad og drikke | Spire Denne artikel om mad og drikke er en spire som bør udbygges. Du er velkommen til at hjælpe Wikipedia ved at udvide den. |